# Дон Жуан. Нерассказанная история (мюзикл)
«Дон Жуан. Нерассказанная история» — мюзикл российского режиссера Артем Каграманян по пьесе Леонида Жуховицкого «Последняя женщина сеньора Хуана»
. Премьера состоялась 21 сентября 2020 года в московском «Театриуме на Серпуховке».

## Сюжет
Уставший от известности и вечного преследования, Дон Жуан выбирает отшельничество. Пытаясь скрыться от людей, он приезжает в глухую деревню на берегу моря, где начинает разворачиваться цепь событий, которая и привела к рождению легенды о Дон Жуане. Каждый персонаж чего-то хочет от Дон Жуана: будь то месть, драка или свой кусок славы. Встреча со Смертью изменит всё, но есть и любовь.
История о страсти, соперничестве и настоящей любви в жизни знаменитого любовника.

## Действующие лица и исполнители
| Персонаж       | Исполнители                                                                       |
| -------------- | --------------------------------------------------------------------------------- |
| Дон Хуан       | Иван Ожогин, Ростислав Колпаков                                                   |
| Консуэла       | Мария Геворгян, Мира Диваева, Анфиса Калимуллина                                  |
| Пилар          | Алика Смехова, Анастасия Макеева, Ольга Реутова, Нонна Гришаева, Галина Шиманская |
| Исполнитель    | Оскар Кучера, Алексей Бобров, Сергей Сорокин                                      |
| Хозяин таверны | Дмитрий Янковский, Константин Барышников, Игорь Портной                           |
| Серхио         | Александр Казьмин, Артем Елисеев, Эмиль Салес, Александр Шарабарин                |
| Карлос         | Александр Рагулин, Сергей Борзов, Константин Барышников                           |

## Постановочная группа
- Исполнительный продюсер — Павел Иванов
- Автор текстов песен — Павел Иванов, Борис Комаров
- Продюсер — Сергей Сорокин[39][40]
- Режиссер-постановщик - Артем Каграманян[41]
- Композитор — Андрей Пурчинский
- Соавтор текстов песен — Борис Рывкин
- Либретто — Борис Комаров
- Музыкальный руководитель — Елена Козлова
- Звукорежиссёр — Карина Самсонова
- Сценография — Лидия Арустамян
- Художник по костюмам — Елена Железнякова
- Художник по гриму — Елизавета Лисоводская
- Художник по свету — Руслан Зинатуллин
- Хореограф-постановщик — Иван Межевикин
- Помощник режиссера — Валерия Оганова
- Дизайн видео — Дмитрий Жуков
- Соавтор музыки — Владимир Мусихин
- Продолжительность: 2 часа 40 мин. (с антрактом)

## Дискография
Трек-лист альбома
- «Где ты, любовь» — Мария Геворгян (Консуэла)
- «Справедливость» — Иван Ожогин и Мария Геворгян (Дон Хуан и Консуэла)
- «Ты прекрасна» — Иван Ожогин и Мария Геворгян (Дон Хуан и Консуэла)
- «Мой час настал» — Артем Елисеев (Серхио)
- «Мне нужна твоя жизнь» — Сергей Борзов и Иван Ожогин (Карлос и Дон Хуан)
- «Восхищенный поклонник» — Дмитрий Янковский и Иван Ожогин (Трактирщик и Дон Хуан)
- «И вновь рассвет» — Иван Ожогин (Дон Хуан)
- «Визит Исполнителя» — Оскар Кучера (Исполнитель)
- «Исповедь Хуана» — Иван Ожогин (Дон Хуан)
- «Месть Пилар» — Анастасия Макеева (Пилар)
- «Вдохновение Серхио» — Артем Елисеев (Серхио)
- «Скажи, фортуна, почему» — Сергей Борзов (Карлос)
- «Ты ответишь нам, Хуан» — Оскар Кучера, Анастасия Макеева, Сергей Борзов, Артем Елисеев и Иван Ожогин (Исполнитель, Пилар, Карлос, Серхио и Дон Хуан)
- «Ложь, позор и блаж» — Мария Геворгян (Консуэла)
- «Ночь для двоих (Обещание)» — Иван Ожогин и Мария Геворгян (Дон Хуан и Консуэла)
- «Заговор» — Оскар Кучера (Исполнитель)
- «Прощальная ария Хуана» — Иван Ожогин (Дон Хуан)

## Отзывы
Мюзикл получил разносторонние оценки российских театральных критиков и положительные зрителей.